# Anastasiia Rybachok
Anastasiia Rybachok (antes Chetverikova; em ucraniano:  Анастасія Андріївна Рибачок; Kherson, 13 de abril de 1998) é uma canoísta ucraniana, medalhista olímpica.

## Carreira
Rybachok conquistou a medalha de prata nos Jogos Olímpicos de Verão de 2020 em Tóquio na prova de C-2 500 m feminino, ao lado de Liudmyla Luzan, com o tempo de 1:57.499 minuto. Três anos depois, nos Jogos Olímpicos de Verão de 2024, em Paris, Rybachok e Luzan repetiram a conquista da medalha de prata na mesma prova.